# Ernst Christoph Böttcher
Ernst Christoph Böttcher (* 7. September 1697 in Groß Lafferde; † 9. Januar 1766 in Hannover) war ein deutscher Kaufmann, Gründer des Königlichen Evangelischen Schullehrerseminars und Mäzen.

## Leben

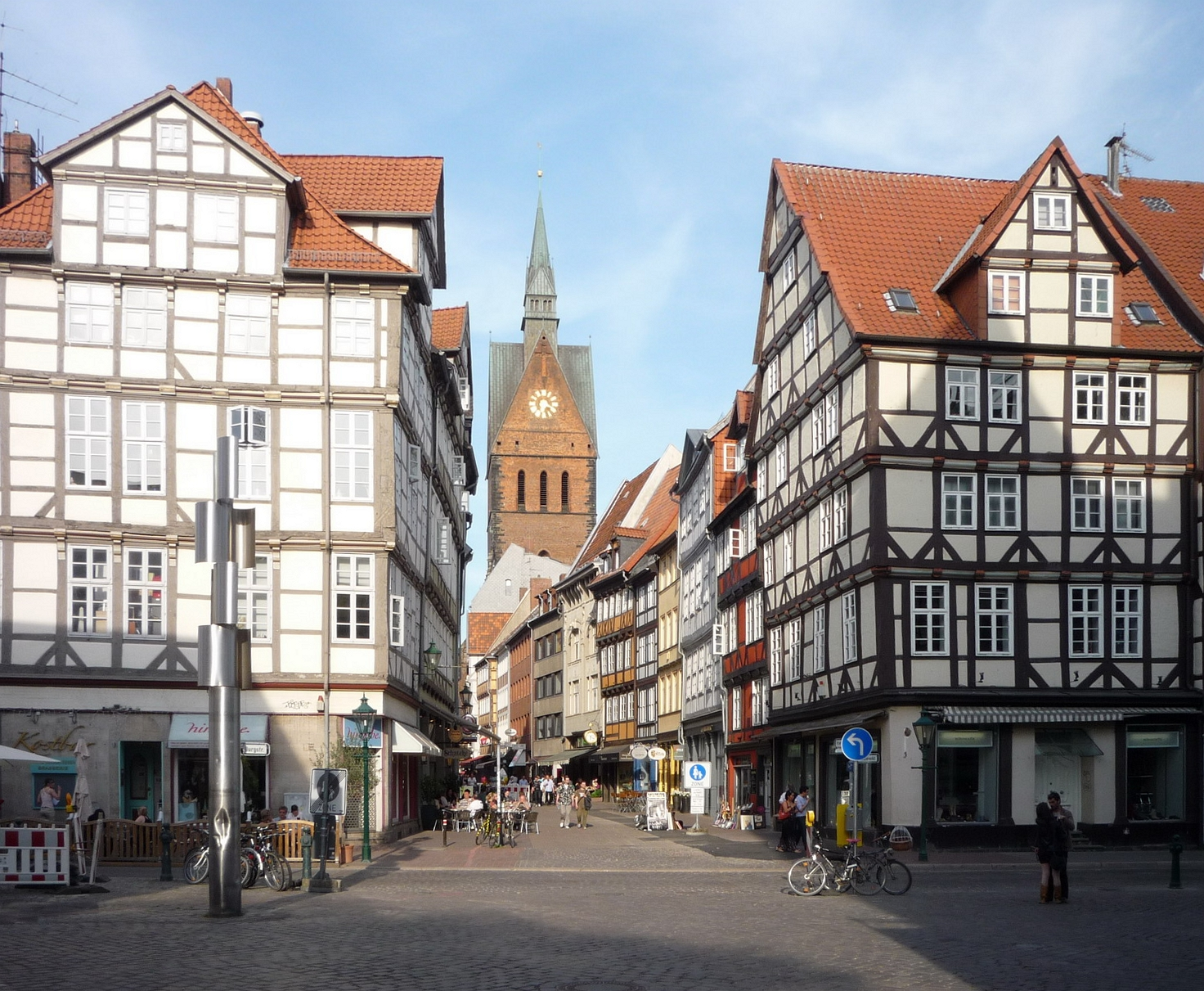
1733 erwarb Böttcher das Haus Kramerstraße 1, um dort seine Seidenhandlung zu eröffnen

Ernst Christoph Böttcher wurde zur Zeit des Barocks und zu Beginn des Kurfürstentums Hannover geboren als Sohn eines Bauern, Gastwirtes und kaiserlichen Posthalters in Groß Lafferde, in dessen Familie auch der spätere Pastor Johann Heinrich Böttcher hineingeboren wurde. Eigentlich sollte schon Ernst Christoph Pfarrer werden, stattdessen ging er jedoch 1716 nach Braunschweig, um beim dortigen Seidenhändler Nettelbeck eine Lehre zum Kaufmann zu durchlaufen. Nachdem er später in Hannover in der Kramerstraße 2 beim Seidenkaufmann Heinrich Schmale gearbeitet hatte, erwarb Böttcher am 27. Juli 1729 zunächst das Bürgerrecht der Stadt Hannover, um 1733 das Gebäude Kramerstraße 1 zu erwerben, wo er dann eine eigene Seidenhandlung eröffnete.

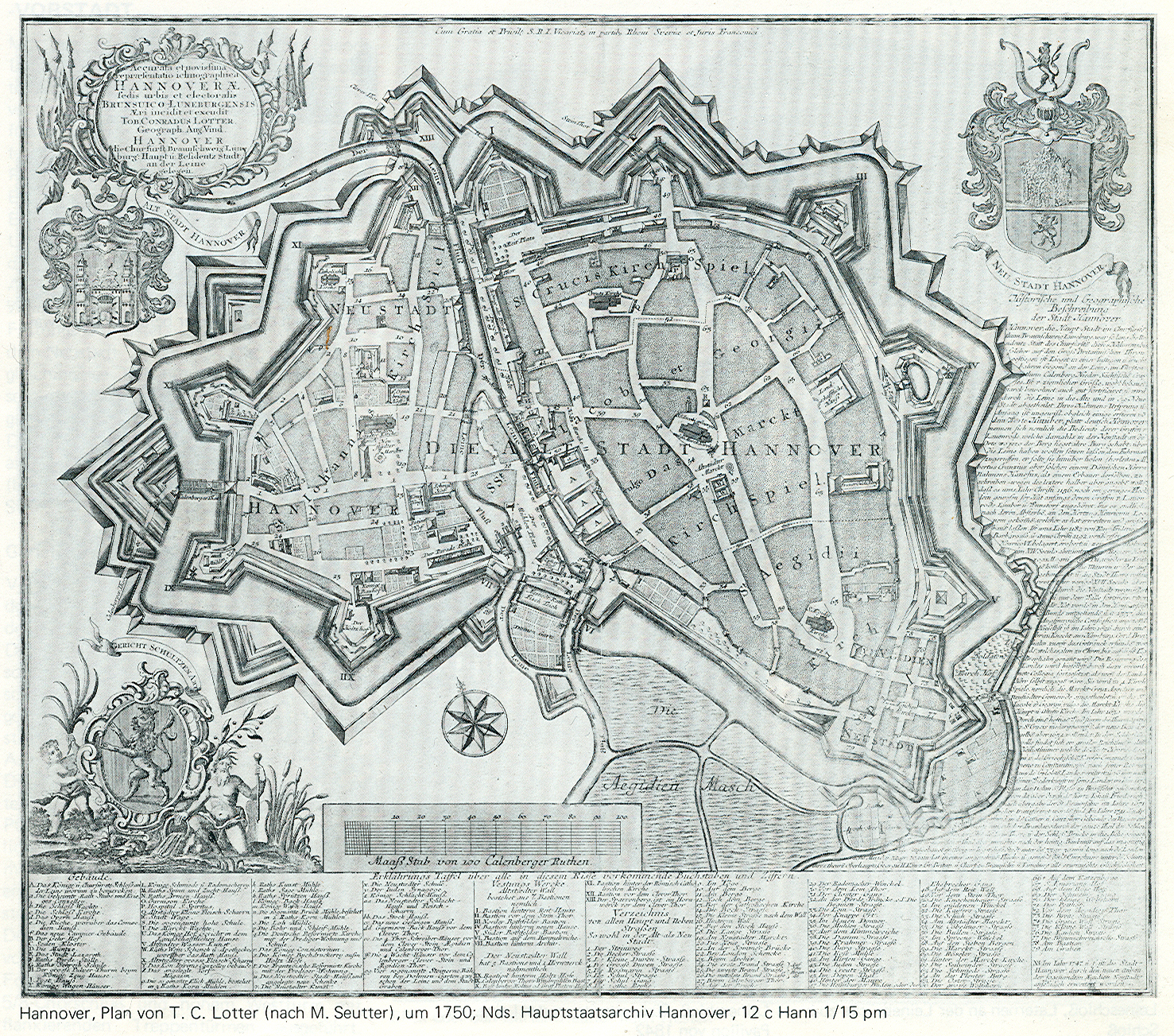
In der seinerzeit errichteten Aegidienneustadt (unten rechts auf der Karte) gründete Böttcher 1751 sein Lehrerseminar mit Freischule;
Stadtplan Hannover um 1750 von Matthäus Seutter nach Tobias Conrad Lotter

Durch den Handel mit dem Luxusgut Seide wohlhabend geworden, ließ der vom Pietismus beeinflusste Böttcher ein Haus erbauen an der Große Aegidienstraße 15, am sogenannten „Hundemarkt“ in der Aegidienvorstadt, der unter Bürgermeister Christian Ulrich Grupen durch den Stadtbaumeister Ernst Braun und insbesondere den Festungsbaumeister Georg Friedrich Dinglinger geschaffenen ersten Stadterweiterung Hannovers. Dort gründete und stiftete Böttcher 1751 das hannoversche Lehrerseminar, das mit der damit verbundenen Freischule zu seinem ganzen Lebensinhalt wurde. Am 19. Januar 1762 bestätigte er dem hannoverschen Konsistorium alle seine Schenkungen und weiteren Stiftungen.
Als Mitbegründer des Schullehrer-Seminars gilt der Theologe Gabriel Wilhelm Goetten.
Ernst Christoph Böttcher blieb zeitlebens unverheiratet und wurde 1766 auf dem St.-Nikolai-Friedhof beigesetzt.
Das von Böttcher zur Zeit der Personalunion zwischen Großbritannien und Hannover unter dem in London residierenden König Georg II. gegründete Königliche Evangelische Schullehrerseminar ist nach Namens- und Standortänderungen heute Teil der Gottfried Wilhelm Leibniz Universität Hannover.

## Ehrungen
Die 1897 im hannoverschen Stadtteil Herrenhausen angelegte Böttcherstraße ehrte den „Stifter des Schullehrerseminars“ posthum durch ihre Namensgebung.